# Trofeo Évence Coppée
Il Trofeo Évence Coppée (in francese Trophée Évence Coppée) fu un torneo amichevole disputato in gara unica nel 1904 dalle nazionali di calcio di Belgio e Francia e intitolato ad Évence Coppée, l'organizzatore della partita, che si giocò allo Stade du Vivier d'Oie di Uccle, in Belgio, e terminò con il punteggio di 3-3. Dato che non erano previsti tempi supplementari o tiri di rigore, il trofeo non fu assegnato.

## Contesto storico
L'importanza del torneo deriva dal fatto che si trattò dell'esordio ufficiale per entrambe le nazionali di calcio e della prima partita tra due nazionali di due stati sovrani d'Europa. Fu la terza partita tra nazionali che si disputò nell'Europa continentale dopo le due sfide tra Austria e Ungheria e Ungheria e Boemia nonché il terzo match ufficiale tra squadre di due paesi indipendenti (dopo le partite tra Argentina e Uruguay del 1902 e 1903).

## Bilancio delle partite tra Belgio e Francia
Segue il bilancio completo delle sfide tra Belgio e Francia.
Dati aggiornati al 10 luglio 2018.
| Competizione                           | Giocate | Risultato | Risultato | Risultato | Reti   | Reti    |
| Competizione                           | Giocate | Belgio    | Francia   | Pareggio  | Belgio | Francia |
| -------------------------------------- | ------- | --------- | --------- | --------- | ------ | ------- |
| amichevoli*                            | 62      | 27        | 19        | 16        | 141    | 103     |
| qualificazioni al campionato del mondo | 4       | 1         | 2         | 1         | 7      | 9       |
| campionato del mondo                   | 3       | 0         | 3         | 0         | 3      | 8       |
| qualificazioni al campionato europeo   | 4       | 2         | 0         | 2         | 5      | 3       |
| campionato europeo                     | 1       | 0         | 1         | 0         | 0      | 5       |
| TOTALE                                 | 73      | 30        | 25        | 19        | 160    | 127     |

*incluse due amichevoli in tornei minori: il Trofeo Évence Coppée del 1904 (3-3) e una vittoria per 1-0 della Francia al Torneo di re Hassan II nel 1998.